# Pléioné (étoile)
Désignations
Pléioné (ou 28 Tauri) est une étoile située dans la constellation du Taureau et un membre de l'amas des Pléiades. Elle se trouve à environ 440 années-lumière de la Terre.
Pléioné est une naine bleue-blanche de la séquence principale de type B avec une magnitude apparente moyenne de +5,05. Elle est classée comme étoile variable de type Gamma Cassiopeiae et sa luminosité varie entre les magnitudes +4,77 et +5,50.

## Noms
Le nom de Pléioné a été formalisé par l'Union astronomique internationale le 20 juillet 2016.
Sa désignation d'étoile variable est BU Tauri.